# Władysław Orczykowski
Władysław Orczykowski (ur. 4 marca 1899 w Gowarzewie, zm. 14 lipca 1919 pod Tarnopolem) – żołnierz Legionów Polskich, armii niemieckiej i podoficer Wojska Polskiego. Uczestnik I wojny światowej i wojny polsko-bolszewickiej. Kawaler Orderu Virtuti Militari.

## Życiorys
Urodził się 4 marca 1899 w Gowarzewie w rodzinie Stanisława i Magdaleny z d. Krych.
Od jesieni 1914 ochotnik w II batalionie 3 pułku piechoty Legionów Polskich. Po kryzysie przysięgowym wcielony w 1917 do Armii Cesarstwa Niemieckiego. Walczył na froncie francuskim, gdzie dostał się do niewoli. We Francji wstępuje do Armii Polskiej gen. Józefa Hallera. Po powrocie do Polski wstąpił do 8 kompanii 3 pułku piechoty Legionów. Walczył z nim na froncie galicyjskim, szczególnie odznaczył się w boju pod Tarnopolem, gdzie poległ w walce 14 lipca 1919. Za to odznaczono go pośmiertnie Orderem Virtuti Militari.     

## Ordery i odznaczenia
- Krzyż Srebrny Orderu Wojskowego Virtuti Militari nr 5557[3][4][5] – pośmiertnie, 18 września 1922[2]
- Krzyż Walecznych – trzykrotnie
- Krzyż Niepodległości